# Destroy All Humans! 2: Reprobed
Destroy All Humans! 2: Reprobed es un videojuego de acción y aventura desarrollado por Black Forest Games y distribuido por THQ Nordic. Es un remake del juego original de 2006, la secuela del remake de Destroy All Humans!, y la sexta entrega en la franquicia Destroy All Humans!.
En Destroy All Humans! 2: Reprobed, los jugadores asumen el papel del alienígena gris Crypto, viajando a varias ubicaciones en un mundo abierto, incluyendo Inglaterra, Japón, Rusia, y los Estados Unidos, para completar misiones y vencer a los enemigos humanos. Dispone de una variedad de armas y habilidades que los jugadores podrán utilizar para vencer enemigos, incluyendo la capacidad de controlar la mente de los humanos y pilotear un platillo volador.
Destroy All Humans! 2: Reprobed fue lanzado para PlayStation 5, Windows y Xbox Series X/S el 30 de agosto de 2022. Una versión del juego únicamente para un jugador fue lanzada para PlayStation 4 y Xbox One el 27 de junio de 2023. Ha recibido reseñas mixtas de parte de los críticos.

## Jugabilidad
Destroy All Humans! 2: Reprobed se juega desde una perspectiva en tercera persona. Es un juego de acción y aventura que incorpora elementos de disparos y de sigilo. A medida que los jugadores progresen a lo largo del juego, se desbloquearán nuevas armas, habilidades, mejores parámetros, y acceso a nuevos vehículos. El juego transcurre en cinco localizaciones distintas: Bay City, Albion, Takoshima, Tunguska, y la base lunar de Solaris (algunas son parodias de ubicaciones de la vida real como San Francisco, Londres y Tokio). Muchas de estas ubicaciones han sido expandidas en tamaño en comparación con el juego original, añadiendo nuevas áreas para explorar.
La campaña del juego se puede jugar por completo tanto en el modo de un jugador como en modo cooperativo con dos jugadores con pantalla partida.

## Lanzamiento
Destroy All Humans! 2: Reprobed fue lanzado para PlayStation 5, Windows y Xbox Series X/S el 30 de agosto de 2022. El juego fue lanzado con una edición física de coleccionista, titulada Second Coming Edition, limitada a 3.700 copias. Una versión de un solo jugador fue lanzada para PlayStation 4 y Xbox One el 27 de junio de 2023.

## Recepción
Destroy All Humans! 2: Reprobed ha recibido reseñas «mixtas o medias» de los críticos, de acuerdo con el sitio web agregador de reseñas Metacritic. IGN dijo que es una «secuela poco ambiciosa».